# Ooide

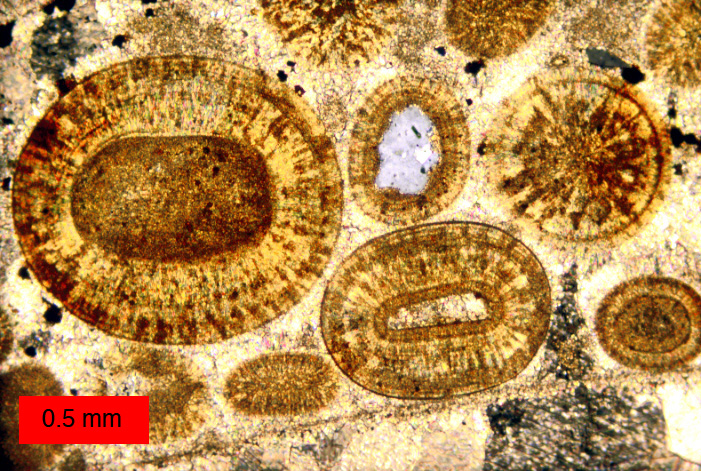
Tall microscòpic amb calcites ooides que daten del del Juràssic.

Ooides en geologia són petits grans (de menys de 2 mm) esfèrics i proveïts de capes, compostos generalment de carbonat de calci però de vegades de minerals amb ferro o fosfat.
De vegades formen un tipus de roca sedimentària anomenada oòlit.